# Lijst van Hongaarse ambassadeurs in de Filipijnen
Hieronder staat een lijst van Hongaarse gezanten en ambassadeurs in de Filipijnen.
| Geaccrediteerd | Gezant        | Reacties | Benoemd door (Presidentiële Raad van Hongarije) | President        |
| -------------- | ------------- | -------- | ----------------------------------------------- | ---------------- |
| 1974 - 1987    | Ernö Horváth  | [ 1 ]    | Pál Losonczi                                    | Ferdinand Marcos |
| 1988 - 1994    | Gyula Baranyi |          | Károly Németh                                   | Ferdinand Marcos |